# Darby Allin
Samuel Ratsch (n. 7 ianuarie 1993, Seattle, Washington, SUA), mai cunoscut sub numele de ring Darby Allin, este un wrestler profesionist american. El a semnat cu All Elite Wrestling (AEW), unde este fost de două ori campion AEW TNT și fost o singură dată AEW World Tag Team Champion (cu Sting). Ratsch este cunoscut și pentru aparițiile sale în promoțiile World Wrestling Network și pentru Evolve.